# Bombylius antennipilosus
Bombylius antennipilosus är en tvåvingeart som beskrevs av Paramonov 1926. Bombylius antennipilosus ingår i släktet Bombylius och familjen svävflugor. Inga underarter finns listade i Catalogue of Life.